# Šurkovac
Šurkovac (szerbül: Шурковац), horvát falu Bosznia-Hercegovinában, Bosanska krajina területén, Prijedor községben, a Szerb Köztársaságban.

## Fekvése
Bosznia-Hercegovina északnyugati részén, Banja Lukától légvonalban 52, közúton 69 km-re nyugat-északnyugatra, községközpontjától légvonalban 11, közúton 15 km-re nyugatra, a Veliki- és Mala Stankovac és a Volaric-patakok völgyében, valamint a környező dombvidéken, 250 – 300 méteres tengerszint feletti magasságban fekszik. Szétszórt, szeres jelelgű település, mely több, kis falucskából áll.

## Népessége
| Nemzetiségi csoport | Népesség 1991 | Népesség 2013 |
| ------------------- | ------------- | ------------- |
| Szerb               | 8             | 1             |
| Bosnyák             | 0             | 0             |
| Horvát              | 457           | 47            |
| Jugoszláv           | 13            | 0             |
| Egyéb               | 11            | 1             |
| Összesen            | 489           | 49            |

## Története
Šurkovac tágabb területén a katolicizmust már a középkor óta gyakorolják. A katolikus plébánia székhelye a középkortól Vodičevo, majd 1788-tól Volar volt. A dubicai háború (1788-1791) idején ugyanis a katolikusok az üldözés elől osztrák földre menekültek. A vodicsevói plébánia megszűnt, a megmaradt katolikusok pedig a távolabbi Volarba vonultak vissza. 1801 óta a plébánia székhelye Šurkovac. 1846-ban a településen új plébániaház épült. A 19. század nyolcvanas éveinek elején a plébániaház mellé templomot építettek, a plébános pedig iskolát alapított, ahol maga tanított.
A település 1878-ig tartozott az Oszmán Birodalomhoz, ekkor a berlini kongresszus határozata alapján az Osztrák-Magyar Monarchia része lett. 1879-ben az első osztrák-magyar népszámlálás során a Prijedori járáshoz, és Ljubia községhez tartozó településnek 59 háztartása és 378 katolikus lakosa volt. 1910-ben a településen 79 háztartást, 17 ortodox szerb és 538 katolikus lakost találtak. A monarchia szétesésével 1918-ben előbb a Szerb-Horvát-Szlovén Királyság, majd 1929-től a Jugoszláv Királyság része. 1921-ben a községnek 99 háztartása és 563 lakosa volt. Jugoszlávia megszállása után a falu a Független Horvát Állam (NDH) része lett. Az egykori templom közelében 1936 és 1942 között új templomot és plébániaházat építettek, és nem sokkal az elkészülte után azonban mindkettő leégett a második világháborúban.
1945-től a település a szocialista Jugoszlávia része volt. A boszniai háború idején a település a Boszniai Szerb Köztársasághoz tartozott, a katolikus templomot a szerbek felgyújtották. A daytoni békeszerződést követő területfelosztásnál a település Prijedor község részeként a Szerb Köztársaság területéhez került. 1998-ban egy kisebb templom épült itt. A jelenlegi nagy, szintén kéttornyú Jézus Szíve templomot újjáépítették, és 2012. augusztus 11-én ünnepélyesen megáldották. A plébániát a boszna-srebrenai ferencesek irányítják, a lelkipásztor 2009 óta a karizmatikus Ivo Pavić, aki imatalálkozóin több tízezer embert gyűjt össze.

## Nevezetességei
Jézus Szíve tiszteletére szentelt római katolikus plébániatemploma 1936 és 1942 között épült, ezt azonban 1992-ben a szerbek felgyújtották. A mai templomot 2012-ben szentelték fel.

## Fordítás
- Ez a szócikk részben vagy egészben  a   Crkva Presvetog Srca Isusova u Šurkovcu című horvát Wikipédia-szócikk ezen változatának fordításán alapul.  Az eredeti cikk szerkesztőit annak laptörténete sorolja fel. Ez a jelzés csupán a megfogalmazás eredetét és a szerzői jogokat jelzi, nem szolgál a cikkben szereplő információk forrásmegjelöléseként.